# Eupithecia anamnesa
Eupithecia anamnesa es una especie de polilla de la familia Geometridae. La especie fue descrita por primera vez por Claude Herbulot habiendo sido descrita en 1904, con distribución en Perú. El holotipo de la especie fue descrita en los alrededores del km 386 de la carretera Olmos - Tarapoto a aproximadamente 1800 metros (5905,5 pies) de altitud.